# Một mình vẫn ổn't
Một mình vẫn ổn't (tiếng Hàn: 싱글 인 서울) là một bộ phim hài lãng mạn Hàn Quốc năm 2023 do Park Beom-soo đạo diễn, có sự tham gia của Lee Dong-wook và Im Soo-jung. Bộ phim kể về Yeong-ho, một người tôn thờ chủ nghĩa độc thân và Hyeon-jin, một tổng biên tập thích giao du, người phụ trách phần tiểu luận về cuộc sống độc thân. Phim được ra rạp vào ngày 29 tháng 11 năm 2023.